# Paint Rock (Alabama)
Paint Rock é uma cidade  localizada no estado americano de Alabama, no Condado de Jackson.

## Demografia
Segundo o censo americano de 2000, a sua população era de 185 habitantes.
Em 2006, foi estimada uma população de 184, um decréscimo de 1 (-0.5%).

## Geografia
De acordo com o United States Census Bureau, a localidade tem uma área de 1,2 km², sem área coberta por água. Paint Rock localiza-se a aproximadamente 205 m acima do nível do mar.

## Localidades na vizinhança
O diagrama seguinte representa as localidades num raio de 24 km ao redor de Paint Rock.